# 타티야나 바실리예바
타티야나 바실리예바(러시아어: Татья́на Васи́льева, 영어: Tatyana Vasilyeva, 1947년 2월 28일 ~ )는 소련, 러시아의 배우이다.

## 출연 작품
- 검은 베일 (1995)
- 파리를 보고 죽다 (1992)